# Plodorodni (Orenburg)
|  | Per a altres significats, vegeu «Plodorodni». |

Plodorodni (en rus: Плодородный) és un poble (un possiólok) de l'óblast d'Orenburg, a Rússia, segons el cens del 2010 tenia 93 habitants, pertany al municipi de Berestovka.